# Bộ Thú có mai
Thú có mai (Cingulata) là bộ động vật có nhau thai thuộc lớp thú, gồm những loài thú có da như một lớp mai bảo vệ trên cơ thể.
Hiện Bộ Thú có mai chỉ còn 1 họ tồn tại là Dasypodidae, với khoảng 10 chi và 20 loài.
Thú có mai lúc mới sinh có bộ da mềm và dần trở nên cứng như một lớp áo giáp sau vài tuần.
Thú Có mai trong tiếng Anh là armadillo từ này được bắt nguồn từ tiếng Tây Ban Nha có nghĩa là "người nhỏ mặc áo giáp"
Trung bình Thú có mai dài khoảng 75 cm kể cả đuôi, loài lớn có thể dài 1 mét và nặng 30 kg.
Tất cả những loài còn tồn tại đều ở Châu Mỹ.

## Phân loại
Bộ CINGULATA
- †Họ Pampatheriidae: giant armadillos Đã tuyệt chủng
  - Chi †Machlydotherium Đã tuyệt chủng
  - Chi †Kraglievichia Đã tuyệt chủng
  - Chi †Vassallia Đã tuyệt chủng
  - Chi †Plaina Đã tuyệt chủng
  - Chi †Scirrotherium Đã tuyệt chủng
  - Chi †Pampatherium Đã tuyệt chủng
  - Chi †Holmesina Đã tuyệt chủng
- †Họ Glyptodontidae: glyptodonts Đã tuyệt chủng
  - Chi †Glyptodon Đã tuyệt chủng
  - Chi †Doedicurus Đã tuyệt chủng
  - Chi †Hoplophorus Đã tuyệt chủng
  - Chi †Panochthus Đã tuyệt chủng
  - Chi †Parapropalaehoplophorus Đã tuyệt chủng
  - Chi †Plaxhaplous Đã tuyệt chủng
- Họ Dasypodidae: armadillos
  - Phân Họ Dasypodinae
    - Chi Dasypus
      - Tatu chín đai or Long-nosed Armadillo, Dasypus novemcinctus
      - Tatu bảy đai, Dasypus septemcinctus
      - Tatu mũi dài phía nam, Dasypus hybridus
      - Dasypus sabanicola
      - Tatu mũi dài lớn, Dasypus kappleri
      - Tatu lông mũi dài, Dasypus pilosus
      - †Tatu đẹp, Dasypus bellus Đã tuyệt chủng

  - Phân Họ Euphractinae
    - Chi Calyptophractus
      - Calyptophractus retusus

    - Chi Chaetophractus
      - Chaetophractus vellerosus
      - Tatu lông to, Chaetophractus villosus
      - Tatu lông Andes, Chaetophractus nationi

    - Chi †Peltephilus Đã tuyệt chủng
      - Horned Armadillo, Peltephilus ferox

    - Chi ChlamyphorusPink Fairy Armadillo, Chlamyphorus truncatus
      - Chlamyphorus truncatus

    - Chi Euphractus

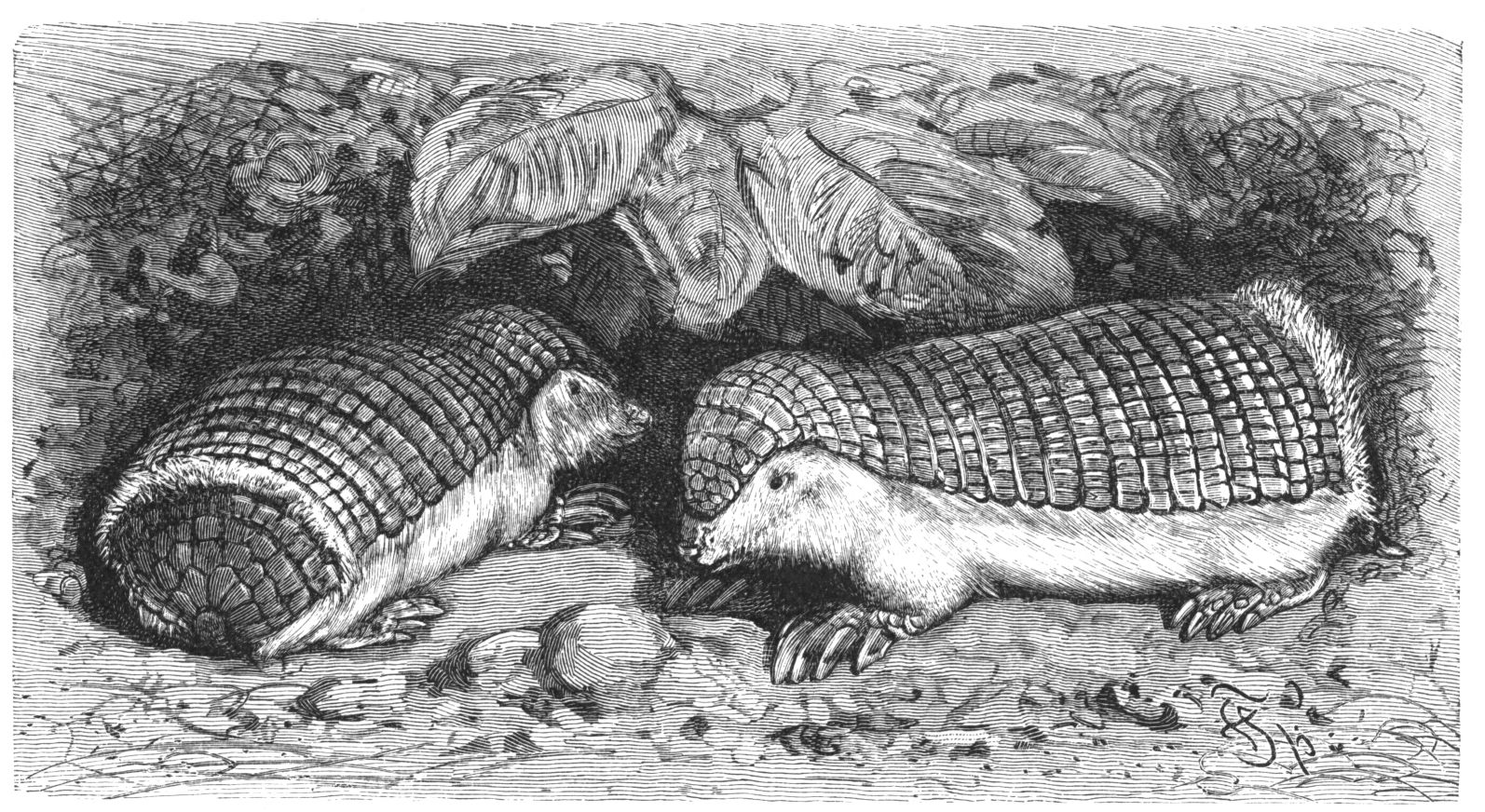
Pink Fairy Armadillo, Chlamyphorus truncatus

      - Tatu sáu đai, Euphractus sexcinctus

    - Chi Zaedyus
      - Pichi, Zaedyus pichiy

  - Phân Họ Tolypeutinae
    - Chi Cabassous
      - Tutu đuôi trụi phương bắc, Cabassous centralis
      - Tatu đuôi trụi Chaco, Cabassous chacoensis
      - Tatu đuôi trụi miền nam, Cabassous unicinctus
      - Tatu đuôi trụi lớn, Cabassous tatouay

    - Chi Priodontes
      - Tatu khổng lồ, Priodontes maximus

    - Chi Tolypeutes
      - Tatu ba đai phía nam, Tolypeutes matacus
      - Tatu ba đai Brazil, Tolypeutes tricinctus

## Hình ảnh

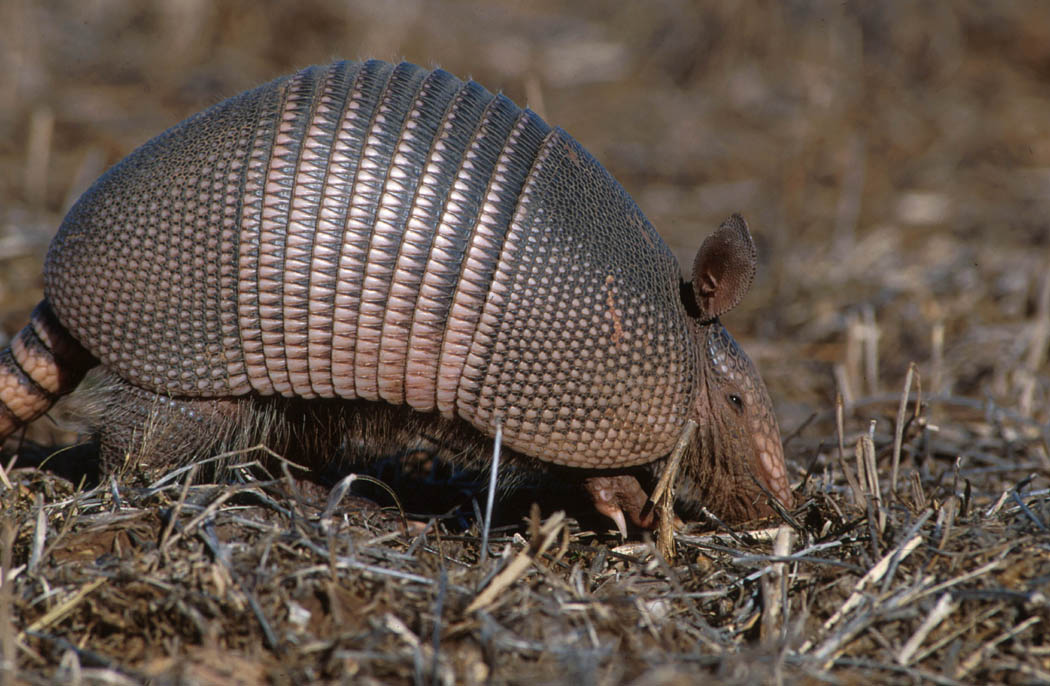
Một con Thú có mai chín đai.
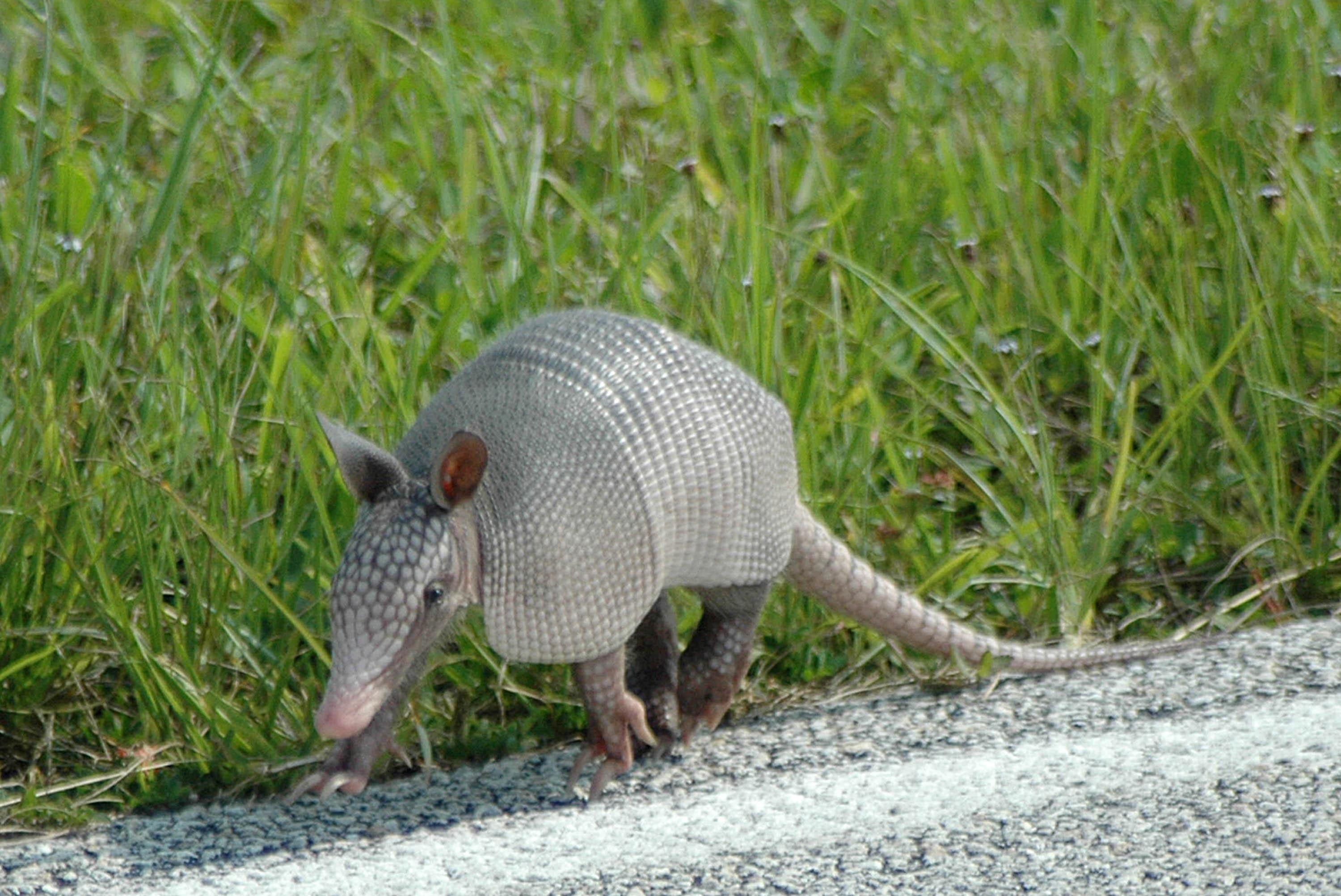
Một con Thú có mai chụp tại Trung tâm vũ trụ Kennedy, Hoa Kỳ (kích thước ảnh: 3.000 × 2.005 pixels)
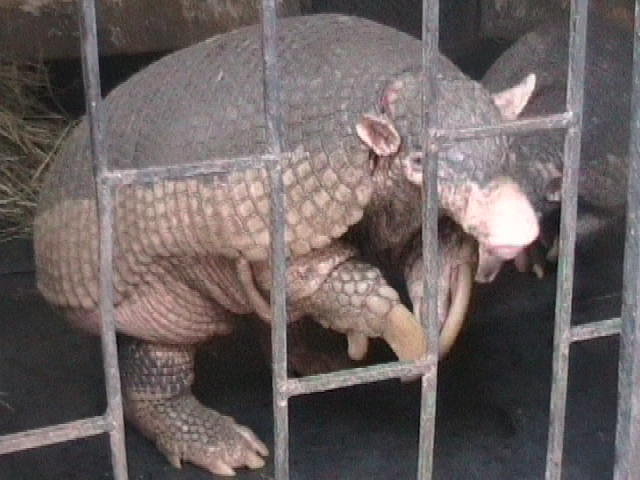
Thú có mai khổng lồ.
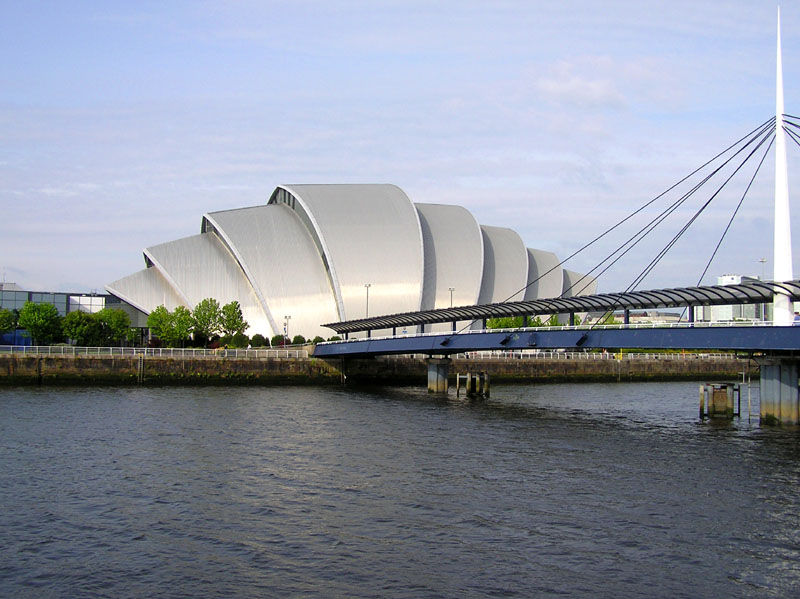
Clyde Auditorium - một công trình kiến trúc mô phỏng hình dạng Thú có mai, xây năm 1995 tại Glasgow, Scotland.